# Giraldo IV de Cabrera

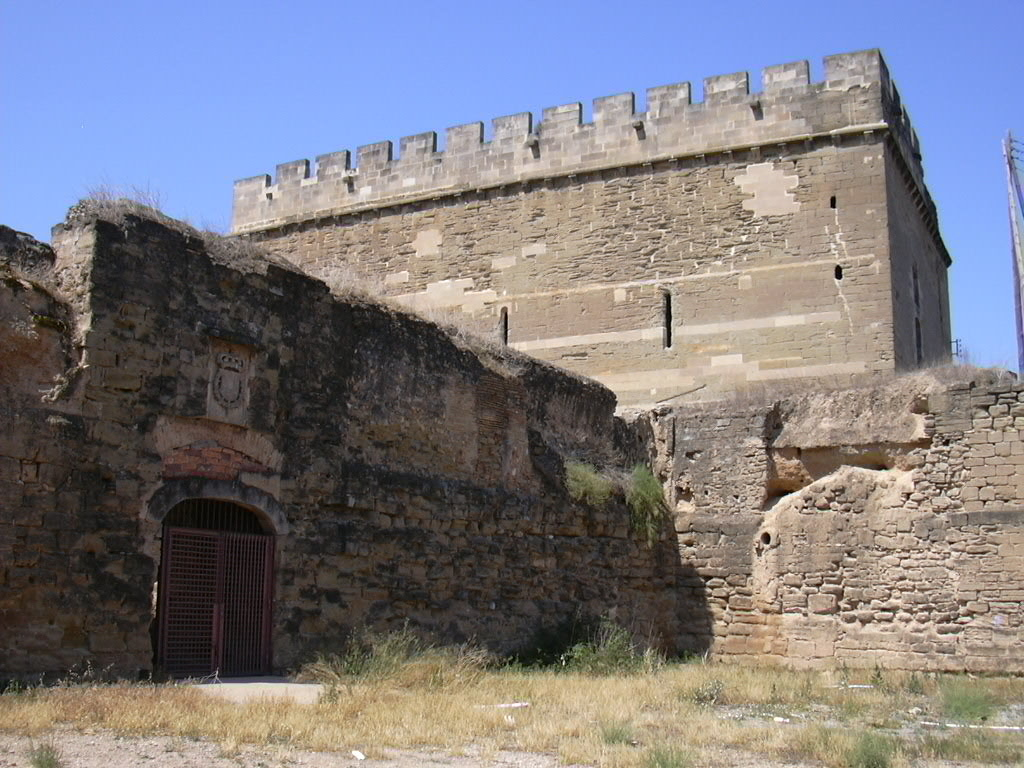
Castillo de Gardeny donde falleció Guerau IV de Cabrera

Giraldo IV de Cabrera y III de Áger (en catalán: Guerau IV de Cabrera i III d'Àger, 1196-1229), fue vizconde de Cabrera y de Áger desde la muerte de su padre Ponce III de Cabrera en el año 1199 hasta su muerte en el 1228. Estuvo en posesión del condado de Urgel en litigio por los derechos de su prima Aurembiaix, condesa de Urgel.

## Biografía
Era hijo de Ponce III de Cabrera y de Marquesa de Urgel, hija de Armengol VII, conde de Urgel. Entre 1217 y 1221, el rey Jaime I de Aragón le concedió el condado de Urgel «en feudo». Pocos años después, el rey Jaime llegó a un acuerdo de concubinato con Aurembiaix, prima de Guerau, a quien le devolvió el condado de Urgel. Guerau se retiró entonces, en 1227, al castillo de Gardeny en Lérida de la Orden del Temple  donde falleció siendo templario en 1229. Antes de retirarse traspasó a su hijo primogénito los derechos al condado de Urgel así como el de Ager y a su hijo segundo le legó el vizcondado de Cabrera.

## Familia
Se casó en 1205 con Elo Pérez de Castro, hija de Pedro Fernández de Castro, señor de Paredes, y del Infantado de León, y su primera esposa Jimena Gómez de Manzanedo. Elo era hermana de Álva Pérez de Castro, el primer esposo de la condesa Aurembiaix.
Fueron padres de:
- Ponce I de Urgel, que se convirtió conde de Urgel y vizconde de Àger;[7]
- Guerau V de Cabrera, que sucedió a su padre al vizcondado de Cabrera;[7]
- Alvar de Cabrera;[7]
- Rodrigo de Cabrera, también llamado Rodrigo Fernández de Castro.[7] Vivió en Castilla y contrajo matrimonio con Leonor González de Lara. Tuvieron varios hijos, entre ellos Leonor Rodríguez de Castro quien fue la tercera esposa del infante Felipe de Castilla.[8]
- Sibila de Cabrera,[9]que contrajo matrimonio con Rodrigo Abarca, señor de Gavín. Tuvieron por hijos a (1) su sucesor Sancho Abarca Cabrera, señor de Gavín, casado con Violante de Bergüa; y (2) Sibila Abarca Cabrera, casada con Pedro de Moncada, barón de Aitona e hijo de Constanza de Aragón (hija natural del rey Pedro II), quienes fueron padres de Gaia de Moncada Abarca, esposa de Pedro de Puigvert.[10]